# Terell Ondaan
Terell Ondaan (Amsterdam, 9 settembre 1993) è un calciatore guyanese con cittadinanza olandese, attaccante svincolato.

## Carriera

### Club
Cresciuto nell'AZ Alkmaar, nei mesi di luglio e agosto 2013 ha militato nel Telstar disputando 3 partite nella seconda serie del campionato olandese con 4 gol all'attivo. Si trasferisce poi al Willem II con cui ottiene la promozione in Eredivisie al termine della stagione 2013-2014. Esordisce quindi anche nella prima divisione del campionato olandese.

### Nazionale
Ha partecipato alla CONCACAF Gold Cup 2019.

## Palmarès

### Club

#### Competizioni nazionali
- Eerste Divisie: 1

Willem II: 2013-2014